# Glukonska kiselina
Glukonska kiselina je organsko jedinjenje sa molekulskom formulom  i strukturnom formulom . Ona je jedan od 16 stereoizomera 2,3,4,5,6-pentahidroksiheksanske kiseline.
U vodenim rastvorima na neutralnom pH, glukonska kiselina formira glukonatni jon. Soli glukonske kiseline su poznate kao „glukonati“. Glukonska kiselina, glukonatne soli, i glukonatni estri su široko rasprostranjeni u prirodi zato što proizilaze iz oksidacije glukoze. Neki lekovi se da unose putem injekcija u obliku glukonata.

## Hemijska struktura
Hemijska struktura glukonske kiseline se sastoji od lanca sa šest ugljenika za koje je vezano pet hidroksilnih grupa i terminalna karboksilna grupa. U vodenom rastvoru, glukonska kiselina postoji u ravnoteži sa cikiličnim estrom glukono delta-laktonom.

## Rasprostranjenost i upotreba
Glukonska kiselina se prirodno javlja u voću, medu, kombuča čaju, i vinu. Kao prehrambeni aditiv (E574), ona je regulator kiselosti. Ona se takođe koristi u sredstivima za čišćenje, gde ona rastvara mineralne depozite posebno u alkalinom rastvoru. Glukonatni anjon formira helate sa 2+, 2+, 3+, i drugim metalima. Horas Terhun Herik je razvio proces za proizvodnju soli putem fermentacije 1929.
Kalcijum glukonat u obliku gela se koristi za tretiranje opekotina uzrokovanih fluorovodoničnom kiselinom; kalcijum glukonatne injekcije se mogu koristiti u ozbiljnijim slučajevima da bi se izbegla nekroza unutrašnjih tkiva. Kinin glukonat je so glukonske kiseline i kinina, koja se koristi za intramaskularne injekcije u lečenju malarije. Cink glukonatne injekcije se koriste pri kastraciji mužjaka pasa. Injekcije gvožđe glukonata su bile predlagane za tretiranje anemije.

## Spoljašnje veze
- Glukonska kiselina Архивирано на веб-сајту  (24. септембар 2019)
- -Glukonska kiselina